# Ptič
Ptič je rijeka u Bjelorusiji i lijevi pritok rijeke Pripjat.

## Značajke
Ptič izvire na Minskom pobrđu u Dzjaržinskom rejonu (Minska oblast) nedaleko od Minska. Nakon 486 km toka ulijeva se u rijeku Pripjat, desnu pritoku Dnipra.
Karakterizira je pluvijalno-nivalno režim.
Najvažnije pritoke su: Aresa i Asačanka. Najveća naselja koje leže na njenim obalama su: Gluško i Kapatkeviči.
Prosječan protok vode je 48 m³/s. Pod ledom je od studenog do ožujka, s najvišim vodostajem u proljeće.

## Vanjske poveznice
|  | Zajednički poslužitelj ima još gradiva o temi Ptič |